# 櫛齒鋸鰩
栉齿锯鳐（學名：Pristis pectinata）是犁头鳐目鋸鰩科锯鳐属的物种，分布于大西洋热带与亚热带地区沿岸水域以及河口湾处。目前栉齿锯鳐正面临极大的灭绝风险，分布范围大大减少，IUCN将其评为极危物种。

## 物种分类
英格兰生物学家约翰·莱瑟姆在1794年于《伦敦林奈学会公报》上首次描述了栉齿锯鳐，并未给出正模标本产地位置。
对栉齿锯鳐的系统发生学研究显示，该物种基因上同昆士兰锯鳐关系最为密切，二者为姐妹种。

## 外貌
栉齿锯鳐上半身为棕黑色、灰色、蓝灰色或黑色，而下半身为白色。同锯鳐科其他成员不同，栉齿锯鳐的背鳍末端与其腹鳍末端大约在同一位置。此外，其胸鳍和尾叶相对较小。栉齿锯鳐的锯状吻部较窄，有20-23颗锯齿。

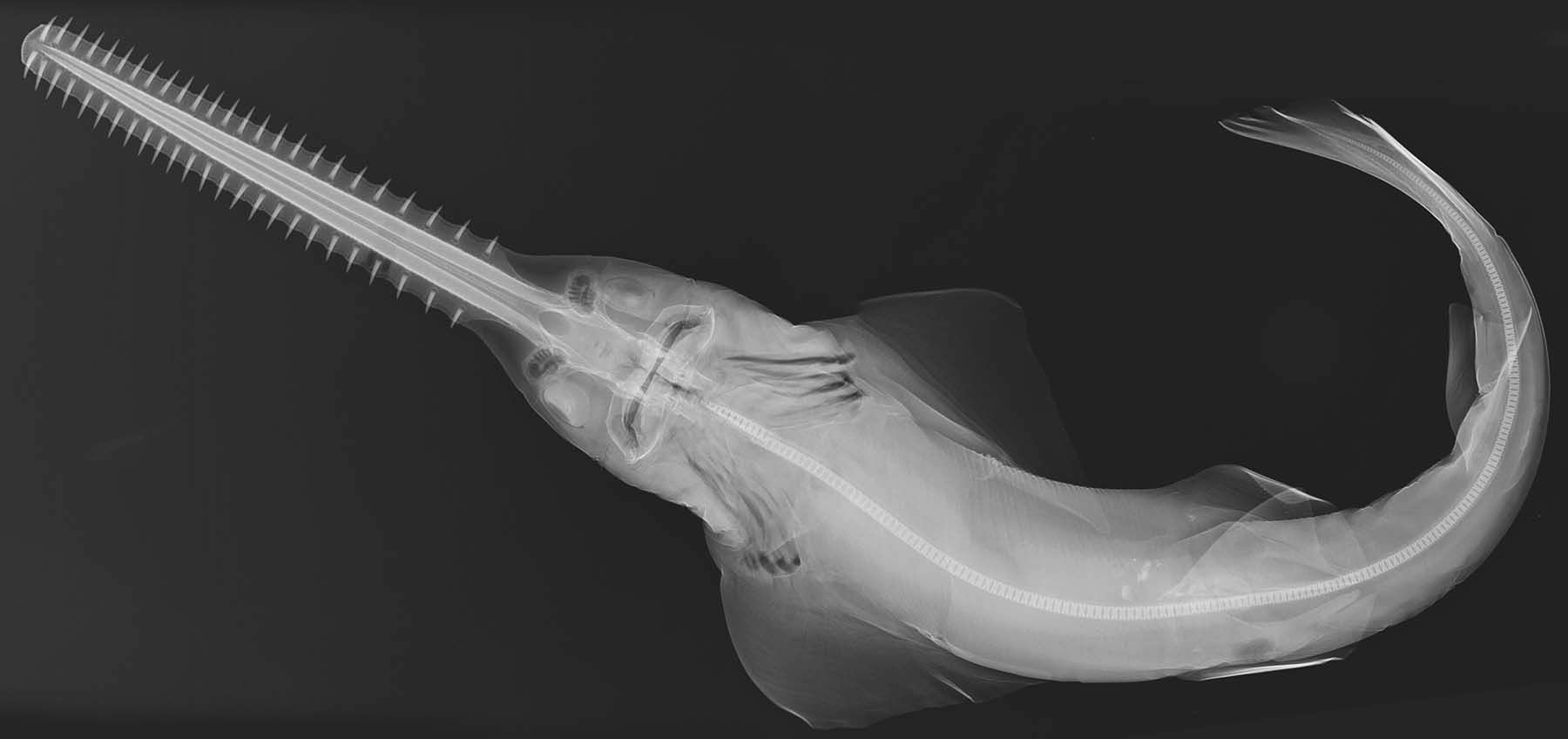
栉齿锯鳐的X光图像

值得一提的是，栉齿锯鳐的锯齿结构同牙齿大相径庭，实际上係特化的鱼鳞。

## 物种分布
栉齿锯鳐曾广泛分布于大西洋的热带与亚热带水域，包括地中海、墨西哥湾、加勒比海等海区，北至美国南至乌拉圭和安哥拉的沿岸海域均能觅其踪影，但目前其已在大部分区域灭绝。目前尚有分布的国家包括巴哈马、伯利兹、古巴、洪都拉斯、塞拉利昂和美国的大西洋潮间带。虽然在毛里塔尼亚和几内亚比绍有相关目击报告，但这两次报告仅被确定为锯鳐属的物种（Pristis sp.），无法认定是否为栉齿锯鳐。

## 生态
栉齿锯鳐的幼鱼生活于河流、运河、溪流等较浅的淡水水域，随着年龄增大会逐渐迁徙至盐度更高的河流下游并最终进入海水。成年栉齿锯鳐多分布于沿岸水域或是河口湾的浅水区，一般水深不超过8米。栉齿锯鳐最理想的栖息地为红树林与海草床等海床多泥沙的环境，偶尔亦会出没于珊瑚礁附近。
栉齿锯鳐的吻部有数千个能感应电场的器官，尤其集中于上半部分。栉齿锯鳐在捕猎时会通过这些器官侦测电场的变动来定位附近的动物，故其在能见度极低的水域亦能找到猎物，同时也能感知到躲藏于泥沙中的猎物。在找到底栖猎物后，栉齿锯鳐会使用其锯状结构将其挖出，而对于水中游泳的猎物则会用将其刺穿或击晕。昆士兰大学的研究员将投喂栉齿锯鳐的食物分为从水面落下和直接放置于鱼缸底部两组，并发现其会用锯状结构挑起那些放置于缸底的食物，而对于水面落下的食物栉齿锯鳐则会将其刺穿，这与其野生环境下的捕食习性相符。其主要的猎物为软体动物和甲壳类 。
栉齿锯鳐在遭受威胁时会挥舞其锯状结构进行自卫，包括被人类捕获的情况，但在没有感受到威胁时其一般不会主动攻击人类。

## 繁殖
栉齿锯鳐每两年繁殖一次，为卵胎生物种，即幼鱼孵化后留在母鱼体内，依靠卵黄获取营养直到发育完全后再诞生。栉齿锯鳐一胎产下15-20条幼鱼。寻求伴侣的栉齿锯鳐会利用其“锯子”（即形似锯子的吻部）上的劳伦氏壶腹定位异性的位置，并通过啮咬彼此胸鳍的方式来示爱。在确定交配对象后，雄性栉齿锯鳐会将其鳍足插入雌性的阴道，并借助其虹吸囊将精子推入雌性体内。交配完成后，栉齿锯鳐会立刻离开配偶继续独自生活。
关于栉齿锯鳐具体性成熟长度尚有争议，2005年的文献认为雄性和雌性栉齿锯鳐的性成熟长度分別为270厘米和360厘米，2012年IUCN报告称目前捕获最小的性成熟雄性为370厘米，雌性则为415厘米，也有网站称捕获了340厘米长的雄性成年个体以及370厘米和380厘米长的雌性成年个体。有学者按实际数据通过冯·贝塔郎非函数反推得出雄性的性成熟年龄为7.5岁，雌性则是10-12岁。
除此以外，科学家于2014年发现佛罗里达州沿岸的栉齿锯鳐族群会进行单性繁殖，并估算大约3%的个体都是单性繁殖所生。他们推测栉齿锯鳐进行单性繁殖的原因是由于本地种群衰退严重、雌鱼难以找到交配的雄鱼所致。

### 人工繁殖
2012年5月，巴哈马亚特兰蒂斯度假中心水族馆宣称该年4月馆内诞下2公2母共4条栉齿锯鳐，随后得到动物园和水族馆协会确认，这是目前唯一一种在人工环境下繁殖的锯鳐。

## 物种保护
栉齿锯鳐种群目前正濒临灭绝，IUCN将其评为极危物种。目前其种群受到的威胁主要来自于渔业。自19世纪起美国东南部沿海即有对栉齿锯鳐的大规模商业捕捞，致使其种群大减，而自20世纪70年代以来由于捕鱼技术的发展以及对鲨鱼制品的需求使得西非沿海亦开始大规模捕捞栉齿锯鳐，并最终致使该鱼在许多西非国家（例如贝宁、喀麦隆、加纳）区域性灭绝。虽然目前栉齿锯鳐的种群已衰退至商业捕捞完全无利可图的境地，但其锯状的吻部仍然使得其极易缠入拖网，作为兼捕被渔民意外捕获。由于其吻部作为装饰品或是仪式用品价值极高，鱼翅亦可卖出高价，因此渔民在捕获栉齿锯鳐后可能选择将其杀死并获取其锯状吻部和鱼翅以出售。即使栉齿锯鳐被放生，其亦有可能死于渔网所造成的伤口。除此之外，沿海地区的经济发展和海洋污染亦会破坏其主要栖息地海藻床与红树林，对其种群造成一定影响。目前，栉齿锯鳐同其他锯鳐科成员一样名列CITES I，且美国、墨西哥、尼加拉瓜、塞内加尔、厄瓜多尔等国均出台了一系列政策来保护栉齿锯鳐。

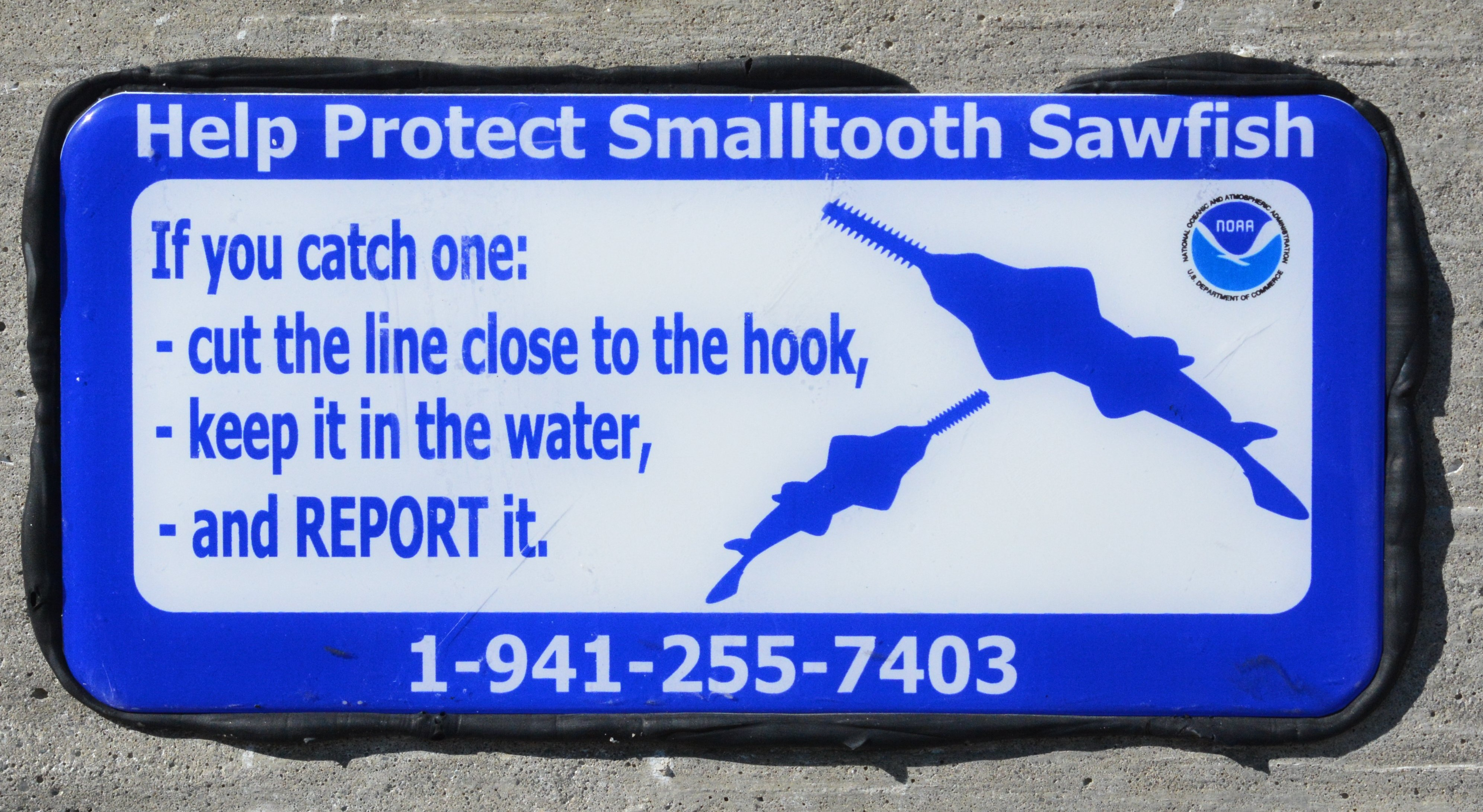
美国佛罗里达州关于保护栉齿锯鳐的告示牌

## 画廊

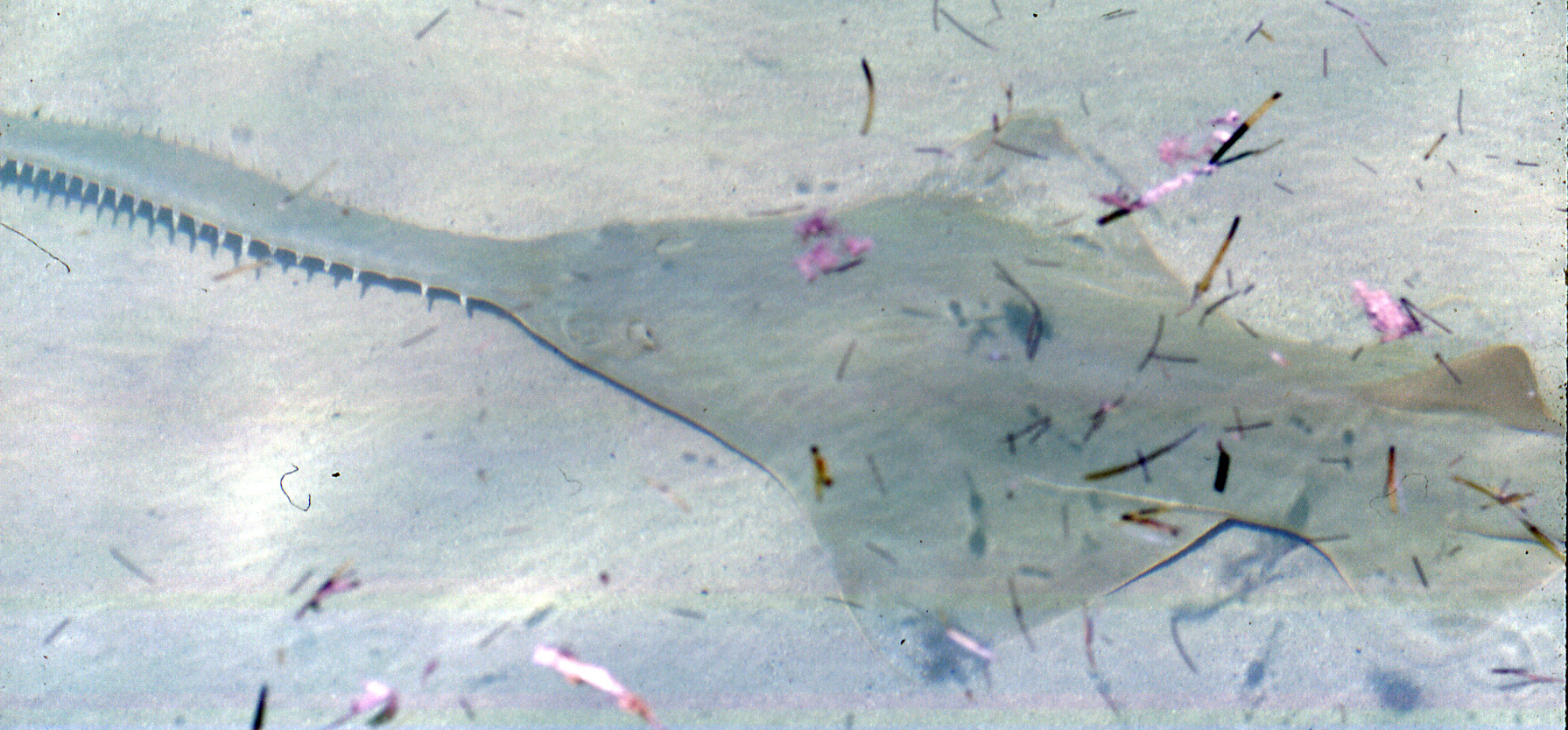
巴哈马西部水域的一条栉齿锯鳐
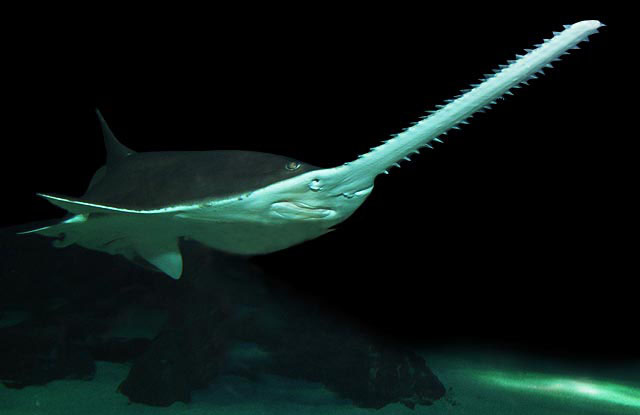
奥杜邦美国水族馆（英语：Audubon Aquarium of the Americas）的一条栉齿锯鳐
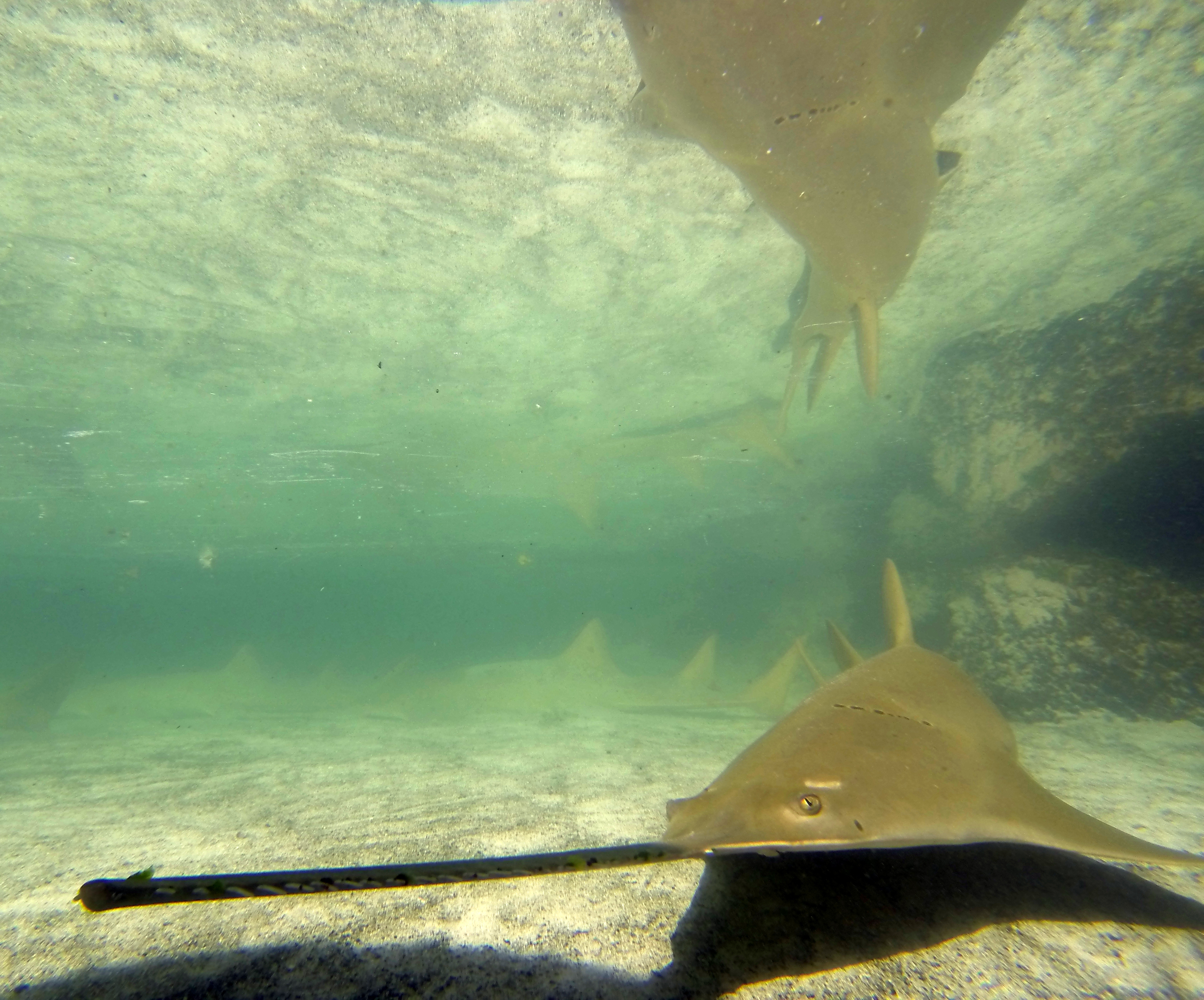
亚特兰蒂斯度假中心水族馆的一条栉齿锯鳐；该水族馆首次实现了锯鳐在人工环境下的繁殖

## 外部連結
- NOAA Fisheries （页面存档备份，存于）